# 4914 Pardina
A 4914 Pardina (ideiglenes jelöléssel 1969 GD) a Naprendszer kisbolygóövében található aszteroida. A Félix Aguilar Obszervatórium fedezte fel 1969. április 9-én.